# 莱兹河 (莱德河支流)
莱兹河（法語：Leyze，法語發音：[lɛz]）是法国新阿基坦大区洛特-加龙省的河流，是萊德河的左支流，长12.9千米。